# 厚蛇科
厚蛇科（學名：Simoliophiidae）是一类已滅絕的古代有足蛇類。